# Ivica Olić
Ivica Olić (pron. ˈiʋitsa ˈɔːlitɕ; Slavonski Brod, 14 settembre 1979) è un allenatore di calcio ed ex calciatore croato, di ruolo attaccante, attuale commissario tecnico della nazionale Under-21 croata.

## Carriera

### Giocatore

#### Club

Olić (a destra) al Marsonia nel 1997, in posa con l'interista Ronaldo in occasione di un'amichevole all'Arena Civica di Milano.

Olić muove i primi passi nel calcio professionistico con il Marsonia nel 1996: in due anni totalizza 42 presenze e 17 reti. Impressionato dalle sue prestazioni, l'Hertha Berlino decide di provarlo: la stagione però non è positiva per lui e al termine dell'annata torna al Marsonia, con cui in 2 stagioni segna 21 gol. Nel 2001 viene tesserato dall'NK Zagabria: anche stavolta il suo bottino di reti è di 21, ma realizzato in 28 presenze nell'arco di una sola stagione. Il suo talento non sfugge agli occhi dell'altro club della capitale croata, la Dinamo Zagabria, con la quale Ivica Olić gioca la stagione 2002-2003 concludendola con il titolo di capocannoniere e 16 reti in 27 presenze.
Tutto ciò viene valutato molto positivamente dal CSKA Mosca, che mette sotto contratto il giocatore. Gioca in Russia 5 stagioni, terminando la sua esperienza nella squadra moscovita con 78 presenze e 35 gol e con la vittoria della Coppa UEFA 2004-2005.
Nel gennaio 2007 si trasferisce nella Bundesliga tedesca, all'Amburgo. Gioca la sua prima partita con la nuova maglia il 31 gennaio contro l'Energie Cottbus. Con il suo contributo l'Amburgo sale fino al settimo posto, valido per la qualificazione alla Intertoto. Il 20 ottobre 2007 mette a referto la sua prima tripletta in Bundesliga nel 4-1 che vede gli amburghesi trionfare ai danni dello Stoccarda.
Nell'estate 2009 si trasferisce al Bayern Monaco. L'8 agosto, all'esordio ufficiale con la maglia dei bavaresi, realizza una rete nella gara contro l'Hoffenheim valida come prima giornata della Bundesliga 2009-2010 e terminata in pareggio (1-1). Il 27 aprile segna la sua prima tripletta in Champions League nella semifinale di ritorno vinta contro il Lione per 3-0, punteggio che qualifica il Bayern alla finale del torneo, poi persa contro l'Inter.
Nella stagione 2010-2011 indossa la casacca bavarese solo 10 volte, a causa di un infortunio che lo tiene lontano dal campo per circa 6 mesi. Il 26 aprile 2012 il giocatore, in scadenza di contratto a fine stagione, annuncia di essersi accordato con il Wolfsburg. Il 22 agosto 2014 realizza un gol contro il Bayern Monaco, sua ex squadra, con un gran sinistro da fuori area che si infila all'incrocio dei pali.
Il 30 gennaio 2015, è tornato, per un costo complessivo di 1,5 milioni di euro, all'Amburgo e ha firmato un contratto fino al 2016. Un anno e mezzo più tardi, è passato al Monaco 1860 in Zweite Bundesliga, disputando un'unica stagione per poi annunciare il ritiro e diventare vice-allenatore della nazionale croata.

#### Nazionale
Con la maglia scaccata della sua nazionale croata ha partecipato al campionato del mondo 2002, a quello del 2006 e quello del 2014 e agli europei del 2004 in Portogallo, così come quelli del 2008 in Austria e Svizzera, dai quali la Croazia è stata eliminata ai quarti di finale, ai rigori dalla Turchia.
Nel settembre 2006 il CT croato Slaven Bilić cacciò Olić e i suoi compagni di squadra Boško Balaban e Darijo Srna dal ritiro della selezione croata impegnata per il primo incontro di qualificazione a Euro 2008 contro la Russia, dopo che i tre erano rientrati a tarda notte da una discoteca di Zagabria. I tre ricevettero una multa di 30 000 kuna, e qualche settimana dopo vennero riammessi al ritiro. Viene poi convocato per l'europeo dove la Croazia raggiunge i quarti di finale contro la Turchia. Partecipa poi alle qualificazioni alla coppa del mondo del 2010 dove segna tre reti e la Croazia arriva terza nel gruppo di qualificazione. Prende parte anche alle qualificazioni per l'europeo del 2012 dove va a segno 2 volte nonostante ciò non viene convocato per l'europeo.
Partecipa successivamente alle qualificazioni dell'mondiale del 2014 in Brasile dove segna soltanto un gol.Segna la sua ultima doppietta con la nazionale in un amichevole tra Croazia e Svizzera terminata 2-2 il 5 marzo 2014.Fu convocato dal CT Niko Kovač per Brasile 2014 dove segna la prima rete nella partita dei gironi contro il Camerun l'incontro terminerà 4-0 in favore dei croati.Segna la sua ultima rete con la maglia della Croazia il 28 marzo 2015 in una partita di qualificazione all'europeo del 2016.Il 2 marzo 2016, in una lettera, Olić annuncia il suo ritiro dalla nazionale.

### Allenatore

#### Gli inizi
Il 23 ottobre 2017, Olić fu presentato come assistente dell'appena nominato capo allenatore della Nazionale di calcio della Croazia, Zlatko Dalić, in vista di una partita di qualificazione ai Mondiali del 2018 contro la Nazionale di calcio della Grecia.
Alla fine di marzo 2021, Sport-Express e Sportske novosti pubblicarono una notizia riguardante l'assunzione di Olić al suo ex club CSKA Mosca in sostituzione di Viktor Goncharenko. I rumors furono poi confermati dal capo allenatore della Croazia, Dalić, a Sportske novosti. I suoi assistenti furono a lungo oggetto di voci, con l'ipotesi di Miloš Krasić ed Elvir Rahimić come suoi vice allenatori. Tuttavia, la nomina di Olić fu ufficializzata il 23 marzo 2021. La mossa fu accolta con scetticismo a causa dell'inesperienza di Olić come allenatore principale. Nonostante i precedenti rumor, Krasić e Rahimić non furono assunti come assistenti, invece Ilija Aračić fu scelto come assistente allenatore, mentre Aleksei Berezutski e Dmitry Kramarenko, già precedentemente assunti, completarono lo staff tecnico. Olić fece il suo esordio il 4 aprile, nella vittoria di campionato per 2-1 contro il FC Tambov. Dopo altre due vittorie, Olić subì la sua prima sconfitta alla quarta partita, perdendo 2-1 contro il Sochi il 18 aprile. Il 25 aprile subì la sua terza sconfitta consecutiva perdendo 1-0 contro lo FC Spartak Moscow nel suo primo Derby di Mosca, con l'espulsione di Ilzat Akhmetov del CSKA al 37º minuto. Dopo aver perso 3-2 contro il Dynamo Moscow il 16 maggio, Olić terminò la stagione al sesto posto, con il CSKA che mancò le competizioni europee per la prima volta in 20 anni. Fu inaspettatamente sollevato dall'incarico il 15 giugno e sostituito da Berezutski, tornando a far parte della squadra di Zlatko Dalić per gli Europei 2020. Ha preso parte come vice del CT Dalić anche al mondiale 2022 in Qatar, dove la Croazia ha raggiunto la semifinale persa 3-0 contro l'Argentina, e agli Europei 2024 in Germania, con l'eliminazione della Croazia ai gironi.

#### Nazionale Under-21 croata
Il 2 luglio 2024 viene nominato nuovo commissario tecncio della nazionale Under-21 croata.

## Statistiche

### Presenze e reti nei club
Statistiche aggiornate al 29 maggio 2017.
| Stagione               | Squadra                | Campionato             | Campionato | Campionato | Coppe nazionali | Coppe nazionali | Coppe nazionali | Coppe continentali | Coppe continentali | Coppe continentali | Altre coppe | Altre coppe | Altre coppe | Totale | Totale |
| Stagione               | Squadra                | Comp                   | Pres       | Reti       | Comp            | Pres            | Reti            | Comp               | Pres               | Reti               | Comp        | Pres        | Reti        | Pres   | Reti   |
| ---------------------- | ---------------------- | ---------------------- | ---------- | ---------- | --------------- | --------------- | --------------- | ------------------ | ------------------ | ------------------ | ----------- | ----------- | ----------- | ------ | ------ |
| 1996-1997              | Marsonia               | 1. HNL                 | 9          | 0          | CC              | 0               | 0               | -                  | -                  | -                  | -           | -           | -           | 9      | 0      |
| 1997-1998              | Marsonia               | 2. HNL                 | 24         | 9          | CC              | 0               | 0               | -                  | -                  | -                  | -           | -           | -           | 24     | 9      |
| 1998-gen. 1999         | Marsonia               | 2. HNL                 | 9          | 8          | CC              | 0               | 0               | -                  | -                  | -                  | -           | -           | -           | 9      | 8      |
| gen.-giu. 1999         | Hertha Berlino         | BL                     | 2          | 0          | CG              | 1               | 0               | -                  | -                  | -                  | -           | -           | -           | 3      | 0      |
| 1999-2000              | Marsonia               | 2. HNL                 | 13         | 4          | CC              | 1               | 0               | -                  | -                  | -                  | -           | -           | -           | 14     | 4      |
| 2000-2001              | Marsonia               | 1. HNL                 | 29         | 17         | CC              | 1               | 0               | -                  | -                  | -                  | -           | -           | -           | 30     | 17     |
| Totale Marsonia        | Totale Marsonia        | Totale Marsonia        | 84         | 38         |                 | 2               | 0               |                    | -                  | -                  |             | -           | -           | 86     | 38     |
| 2001-2002              | NK Zagabria            | 1. HNL                 | 29         | 21         | CC              | 2               | 0               | -                  | -                  | -                  | -           | -           | -           | 31     | 21     |
| 2002-2003              | Dinamo Zagabria        | 1. HNL                 | 27         | 16         | CC              | 1               | 0               | CU                 | 4                  | 3                  | SC          | 0           | 0           | 32     | 19     |
| ago. 2003              | Dinamo Zagabria        | 1. HNL                 | -          | -          | CC              | -               | -               | UCL                | -                  | -                  | SC          | 1           | 0           | 1      | 0      |
| Totale Dinamo Zagabria | Totale Dinamo Zagabria | Totale Dinamo Zagabria | 27         | 16         |                 | 1               | 0               |                    | 4                  | 3                  |             | 1           | 0           | 33     | 19     |
| 2003                   | CSKA Mosca             | PL                     | 10         | 7          | KR              | 2               | 1               | UCL                | 0                  | 0                  | SR          | -           | -           | 12     | 8      |
| 2004                   | CSKA Mosca             | PL                     | 24         | 9          | KR              | 3               | 1               | UCL+CU             | 7+8                | 0                  | SR          | 1           | 0           | 43     | 10     |
| 2005                   | CSKA Mosca             | PL                     | 20         | 10         | KR              | 5               | 1               | CU                 | 0                  | 0                  | SU          | 0           | 0           | 25     | 11     |
| 2006                   | CSKA Mosca             | PL                     | 24         | 9          | KR              | 5               | 2               | UCL                | 8                  | 3                  | SR          | 1           | 0           | 38     | 14     |
| Totale CSKA Mosca      | Totale CSKA Mosca      | Totale CSKA Mosca      | 78         | 35         |                 | 15              | 5               |                    | 23                 | 3                  |             | 2           | 0           | 118    | 43     |
| gen.-giu. 2007         | Amburgo                | BL                     | 15         | 5          | CG              | -               | -               | UCL                | -                  | -                  | -           | -           | -           | 15     | 5      |
| 2007-2008              | Amburgo                | BL                     | 32         | 14         | CG              | 4               | 2               | I+CU               | 2+12               | 0+2                | -           | -           | -           | 50     | 18     |
| 2008-2009              | Amburgo                | BL                     | 31         | 10         | CG              | 5               | 6               | CU                 | 14                 | 9                  | -           | -           | -           | 50     | 25     |
| 2009-2010              | Bayern Monaco          | BL                     | 29         | 11         | CG              | 2               | 1               | UCL                | 10                 | 7                  | -           | -           | -           | 41     | 19     |
| 2010-2011              | Bayern Monaco          | BL                     | 6          | 0          | CG              | 1               | 0               | UCL                | 2                  | 0                  | SG          | 1           | 0           | 10     | 0      |
| 2011-2012              | Bayern Monaco          | BL                     | 20         | 2          | CG              | 4               | 0               | UCL                | 5                  | 2                  | -           | -           | -           | 29     | 4      |
| Totale Bayern Monaco   | Totale Bayern Monaco   | Totale Bayern Monaco   | 55         | 13         |                 | 7               | 1               |                    | 17                 | 9                  |             | 1           | 0           | 80     | 23     |
| 2012-2013              | Wolfsburg              | BL                     | 32         | 9          | CG              | 5               | 4               | -                  | -                  | -                  | -           | -           | -           | 37     | 13     |
| 2013-2014              | Wolfsburg              | BL                     | 32         | 14         | CG              | 5               | 1               | -                  | -                  | -                  | -           | -           | -           | 37     | 15     |
| 2014-gen. 2015         | Wolfsburg              | BL                     | 14         | 5          | CG              | 1               | 0               | UEL                | 5                  | 0                  | -           | -           | -           | 20     | 5      |
| Totale Wolfsburg       | Totale Wolfsburg       | Totale Wolfsburg       | 78         | 28         |                 | 11              | 5               |                    | 5                  | 0                  |             | -           | -           | 94     | 33     |
| gen.-giu. 2015         | Amburgo                | BL                     | 16+2       | 2          | CG              | -               | -               | -                  | -                  | -                  | -           | -           | -           | 18     | 2      |
| 2015-2016              | Amburgo                | BL                     | 9          | 0          | CG              | 1               | 1               | -                  | -                  | -                  | -           | -           | -           | 10     | 1      |
| Totale Amburgo         | Totale Amburgo         | Totale Amburgo         | 103+2      | 31         |                 | 10              | 9               |                    | 28                 | 11                 |             | -           | -           | 143    | 51     |
| 2016-2017              | München 1860           | 2BL                    | 30         | 5          | CG              | 1               | 0               | -                  | -                  | -                  | -           | -           | -           | 31     | 5      |
| Totale carriera        | Totale carriera        | Totale carriera        | 485+2      | 187        |                 | 50              | 20              |                    | 77                 | 26                 |             | 4           | 0           | 618    | 233    |

### Cronologia presenze e reti in nazionale
| Cronologia completa delle presenze e delle reti in nazionale ― Croazia | Cronologia completa delle presenze e delle reti in nazionale ― Croazia | Cronologia completa delle presenze e delle reti in nazionale ― Croazia | Cronologia completa delle presenze e delle reti in nazionale ― Croazia | Cronologia completa delle presenze e delle reti in nazionale ― Croazia | Cronologia completa delle presenze e delle reti in nazionale ― Croazia | Cronologia completa delle presenze e delle reti in nazionale ― Croazia | Cronologia completa delle presenze e delle reti in nazionale ― Croazia |
| Data                                                                   | Città                                                                  | In casa                                                                | Risultato                                                              | Ospiti                                                                 | Competizione                                                           | Reti                                                                   | Note                                                                   |
| ---------------------------------------------------------------------- | ---------------------------------------------------------------------- | ---------------------------------------------------------------------- | ---------------------------------------------------------------------- | ---------------------------------------------------------------------- | ---------------------------------------------------------------------- | ---------------------------------------------------------------------- | ---------------------------------------------------------------------- |
| 13-2-2002                                                              | Fiume                                                                  | Croazia                                                                | 0 – 0                                                                  | Bulgaria                                                               | Amichevole                                                             | -                                                                      |                                                                        |
| 27-3-2002                                                              | Zagabria                                                               | Croazia                                                                | 0 – 0                                                                  | Slovenia                                                               | Amichevole                                                             | -                                                                      | 57’                                                                    |
| 17-4-2002                                                              | Zagabria                                                               | Croazia                                                                | 2 – 0                                                                  | Bosnia ed Erzegovina                                                   | Amichevole                                                             | 1                                                                      | 46’                                                                    |
| 8-5-2002                                                               | Pécs                                                                   | Ungheria                                                               | 0 – 2                                                                  | Croazia                                                                | Amichevole                                                             | -                                                                      | 59’                                                                    |
| 8-6-2002                                                               | Kashima                                                                | Italia                                                                 | 1 – 2                                                                  | Croazia                                                                | Mondiali 2002 - 1º turno                                               | 1                                                                      | 57’                                                                    |
| 13-6-2002                                                              | Yokohama                                                               | Ecuador                                                                | 1 – 0                                                                  | Croazia                                                                | Mondiali 2002 - 1º turno                                               | -                                                                      |                                                                        |
| 7-9-2002                                                               | Osijek                                                                 | Croazia                                                                | 0 – 0                                                                  | Estonia                                                                | Qual. Euro 2004                                                        | -                                                                      |                                                                        |
| 12-10-2002                                                             | Sofia                                                                  | Bulgaria                                                               | 0 – 2                                                                  | Croazia                                                                | Qual. Euro 2004                                                        | -                                                                      | 46’                                                                    |
| 20-11-2002                                                             | Timișoara                                                              | Romania                                                                | 0 – 1                                                                  | Croazia                                                                | Amichevole                                                             | -                                                                      | 30’                                                                    |
| 9-2-2003                                                               | Sebenico                                                               | Croazia                                                                | 2 – 2                                                                  | Macedonia                                                              | Amichevole                                                             | -                                                                      | 62’                                                                    |
| 12-2-2003                                                              | Spalato                                                                | Croazia                                                                | 0 – 0                                                                  | Polonia                                                                | Amichevole                                                             | -                                                                      |                                                                        |
| 30-4-2003                                                              | Stoccolma                                                              | Svezia                                                                 | 1 – 2                                                                  | Croazia                                                                | Amichevole                                                             | 1                                                                      | 77’                                                                    |
| 11-6-2003                                                              | Tallinn                                                                | Estonia                                                                | 0 – 1                                                                  | Croazia                                                                | Qual. Euro 2004                                                        | -                                                                      | 90+3’                                                                  |
| 20-8-2003                                                              | Ipswich                                                                | Inghilterra                                                            | 3 – 1                                                                  | Croazia                                                                | Amichevole                                                             | -                                                                      |                                                                        |
| 6-9-2003                                                               | Andorra la Vella                                                       | Andorra                                                                | 0 – 3                                                                  | Croazia                                                                | Qual. Euro 2004                                                        | -                                                                      | 57’                                                                    |
| 10-9-2003                                                              | Bruxelles                                                              | Belgio                                                                 | 2 – 1                                                                  | Croazia                                                                | Qual. Euro 2004                                                        | -                                                                      | 46’                                                                    |
| 11-10-2003                                                             | Zagabria                                                               | Croazia                                                                | 1 – 0                                                                  | Bulgaria                                                               | Qual. Euro 2004                                                        | 1                                                                      | 46’                                                                    |
| 15-11-2003                                                             | Zagabria                                                               | Croazia                                                                | 1 – 1                                                                  | Slovenia                                                               | Qual. Euro 2004                                                        | -                                                                      | 32’ 46’                                                                |
| 18-2-2004                                                              | Spalato                                                                | Croazia                                                                | 1 – 2                                                                  | Germania                                                               | Amichevole                                                             | -                                                                      | 58’                                                                    |
| 31-3-2004                                                              | Zagabria                                                               | Croazia                                                                | 2 – 2                                                                  | Turchia                                                                | Amichevole                                                             | -                                                                      | 12’                                                                    |
| 28-4-2004                                                              | Skopje                                                                 | Macedonia                                                              | 0 – 1                                                                  | Croazia                                                                | Amichevole                                                             | -                                                                      | 46’                                                                    |
| 29-5-2004                                                              | Fiume                                                                  | Croazia                                                                | 1 – 0                                                                  | Slovacchia                                                             | Amichevole                                                             | 1                                                                      |                                                                        |
| 5-6-2004                                                               | Copenaghen                                                             | Danimarca                                                              | 1 – 2                                                                  | Croazia                                                                | Amichevole                                                             | 1                                                                      | 65’                                                                    |
| 13-6-2004                                                              | Leiria                                                                 | Svizzera                                                               | 0 – 0                                                                  | Croazia                                                                | Euro 2004 - 1º turno                                                   | -                                                                      | 46’                                                                    |
| 17-6-2004                                                              | Leiria                                                                 | Croazia                                                                | 2 – 2                                                                  | Francia                                                                | Euro 2004 - 1º turno                                                   | -                                                                      | 73’                                                                    |
| 21-6-2004                                                              | Lisbona                                                                | Croazia                                                                | 2 – 4                                                                  | Inghilterra                                                            | Euro 2004 - 1º turno                                                   | -                                                                      | 55’                                                                    |
| 4-9-2004                                                               | Zagabria                                                               | Croazia                                                                | 3 – 0                                                                  | Ungheria                                                               | Qual. Mondiali 2006                                                    | -                                                                      | 74’                                                                    |
| 8-9-2004                                                               | Göteborg                                                               | Svezia                                                                 | 0 – 1                                                                  | Croazia                                                                | Qual. Mondiali 2006                                                    | -                                                                      | 46’                                                                    |
| 26-3-2005                                                              | Zagabria                                                               | Croazia                                                                | 4 – 0                                                                  | Islanda                                                                | Qual. Mondiali 2006                                                    | -                                                                      | 67’                                                                    |
| 30-3-2005                                                              | Zagabria                                                               | Croazia                                                                | 3 – 0                                                                  | Malta                                                                  | Qual. Mondiali 2006                                                    | -                                                                      | 46’                                                                    |
| 4-6-2005                                                               | Sofia                                                                  | Bulgaria                                                               | 1 – 3                                                                  | Croazia                                                                | Qual. Mondiali 2006                                                    | -                                                                      | 16’ 90’                                                                |
| 17-8-2005                                                              | Spalato                                                                | Croazia                                                                | 1 – 1                                                                  | Brasile                                                                | Amichevole                                                             | -                                                                      | 51’                                                                    |
| 1-3-2006                                                               | Basilea                                                                | Croazia                                                                | 3 – 2                                                                  | Argentina                                                              | Amichevole                                                             | -                                                                      | 75’                                                                    |
| 23-5-2006                                                              | Vienna                                                                 | Austria                                                                | 1 – 4                                                                  | Croazia                                                                | Amichevole                                                             | -                                                                      | 46’                                                                    |
| 28-5-2006                                                              | Osijek                                                                 | Croazia                                                                | 2 – 2                                                                  | Iran                                                                   | Amichevole                                                             | -                                                                      | 58’                                                                    |
| 3-6-2006                                                               | Wolfsburg                                                              | Croazia                                                                | 0 – 1                                                                  | Polonia                                                                | Amichevole                                                             | -                                                                      | 46’                                                                    |
| 13-6-2006                                                              | Berlino                                                                | Brasile                                                                | 1 – 0                                                                  | Croazia                                                                | Mondiali 2006 - 1º turno                                               | -                                                                      | 57’                                                                    |
| 18-6-2006                                                              | Norimberga                                                             | Giappone                                                               | 0 – 0                                                                  | Croazia                                                                | Mondiali 2006 - 1º turno                                               | -                                                                      | 70’                                                                    |
| 22-6-2006                                                              | Stoccarda                                                              | Croazia                                                                | 2 – 2                                                                  | Australia                                                              | Mondiali 2006 - 1º turno                                               | -                                                                      | 74’                                                                    |
| 16-8-2006                                                              | Livorno                                                                | Italia                                                                 | 0 – 2                                                                  | Croazia                                                                | Amichevole                                                             | -                                                                      | 77’                                                                    |
| 11-10-2006                                                             | Zagabria                                                               | Croazia                                                                | 2 – 0                                                                  | Inghilterra                                                            | Qual. Euro 2008                                                        | -                                                                      | 73’                                                                    |
| 15-11-2006                                                             | Tel Aviv                                                               | Israele                                                                | 3 – 4                                                                  | Croazia                                                                | Qual. Euro 2008                                                        | -                                                                      | 88’                                                                    |
| 2-6-2007                                                               | Tallinn                                                                | Estonia                                                                | 0 – 1                                                                  | Croazia                                                                | Qual. Euro 2008                                                        | -                                                                      | 54’                                                                    |
| 6-6-2007                                                               | Zagabria                                                               | Croazia                                                                | 0 – 0                                                                  | Russia                                                                 | Qual. Euro 2008                                                        | -                                                                      | 83’                                                                    |
| 22-8-2007                                                              | Sarajevo                                                               | Bosnia ed Erzegovina                                                   | 3 – 5                                                                  | Croazia                                                                | Amichevole                                                             | -                                                                      | 71’                                                                    |
| 8-9-2007                                                               | Zagabria                                                               | Croazia                                                                | 2 – 0                                                                  | Estonia                                                                | Qual. Euro 2008                                                        | -                                                                      | 72’                                                                    |
| 13-10-2007                                                             | Zagabria                                                               | Croazia                                                                | 1 – 0                                                                  | Israele                                                                | Qual. Euro 2008                                                        | -                                                                      | 81’                                                                    |
| 16-10-2007                                                             | Fiume                                                                  | Croazia                                                                | 3 – 0                                                                  | Slovacchia                                                             | Amichevole                                                             | 2                                                                      | 70’                                                                    |
| 17-11-2007                                                             | Skopje                                                                 | Macedonia                                                              | 2 – 0                                                                  | Croazia                                                                | Qual. Euro 2008                                                        | -                                                                      | 54’                                                                    |
| 21-11-2007                                                             | Londra                                                                 | Inghilterra                                                            | 2 – 3                                                                  | Croazia                                                                | Qual. Euro 2008                                                        | 1                                                                      | 84’                                                                    |
| 6-2-2008                                                               | Spalato                                                                | Croazia                                                                | 0 – 3                                                                  | Paesi Bassi                                                            | Amichevole                                                             | -                                                                      | 46’                                                                    |
| 26-3-2008                                                              | Glasgow                                                                | Scozia                                                                 | 1 – 1                                                                  | Croazia                                                                | Amichevole                                                             | -                                                                      | 57’                                                                    |
| 24-5-2008                                                              | Fiume                                                                  | Croazia                                                                | 1 – 0                                                                  | Moldavia                                                               | Amichevole                                                             | -                                                                      | 46’                                                                    |
| 31-5-2008                                                              | Budapest                                                               | Ungheria                                                               | 1 – 1                                                                  | Croazia                                                                | Amichevole                                                             | -                                                                      | 46’                                                                    |
| 8-6-2008                                                               | Vienna                                                                 | Austria                                                                | 0 – 1                                                                  | Croazia                                                                | Euro 2008 - 1º turno                                                   | -                                                                      | 82’                                                                    |
| 12-6-2008                                                              | Klagenfurt                                                             | Croazia                                                                | 2 – 1                                                                  | Germania                                                               | Euro 2008 - 1º turno                                                   | 1                                                                      | 72’                                                                    |
| 20-6-2008                                                              | Vienna                                                                 | Croazia                                                                | 1 – 1 dts (1 - 3 dtr)                                                  | Turchia                                                                | Euro 2008 - Quarti di finale                                           | -                                                                      | 97’                                                                    |
| 20-8-2008                                                              | Maribor                                                                | Slovenia                                                               | 2 – 3                                                                  | Croazia                                                                | Amichevole                                                             | -                                                                      | 84’                                                                    |
| 6-9-2008                                                               | Zagabria                                                               | Croazia                                                                | 3 – 0                                                                  | Kazakistan                                                             | Qual. Mondiali 2010                                                    | -                                                                      | 87’                                                                    |
| 10-9-2008                                                              | Zagabria                                                               | Croazia                                                                | 1 – 4                                                                  | Inghilterra                                                            | Qual. Mondiali 2010                                                    | -                                                                      | 73’                                                                    |
| 11-10-2008                                                             | Charkiv                                                                | Ucraina                                                                | 0 – 0                                                                  | Croazia                                                                | Qual. Mondiali 2010                                                    | -                                                                      |                                                                        |
| 15-10-2008                                                             | Zagabria                                                               | Croazia                                                                | 4 – 0                                                                  | Andorra                                                                | Qual. Mondiali 2010                                                    | 1                                                                      | 65’                                                                    |
| 11-2-2009                                                              | Bucarest                                                               | Romania                                                                | 1 – 2                                                                  | Croazia                                                                | Amichevole                                                             | -                                                                      | 61’                                                                    |
| 6-6-2009                                                               | Zagabria                                                               | Croazia                                                                | 2 – 2                                                                  | Ucraina                                                                | Qual. Mondiali 2010                                                    | -                                                                      | 61’                                                                    |
| 12-8-2009                                                              | Minsk                                                                  | Bielorussia                                                            | 1 – 3                                                                  | Croazia                                                                | Qual. Mondiali 2010                                                    | 2                                                                      |                                                                        |
| 5-9-2009                                                               | Zagabria                                                               | Croazia                                                                | 1 – 0                                                                  | Bielorussia                                                            | Qual. Mondiali 2010                                                    | -                                                                      | 73’                                                                    |
| 9-9-2009                                                               | Londra                                                                 | Inghilterra                                                            | 5 – 1                                                                  | Croazia                                                                | Qual. Mondiali 2010                                                    | -                                                                      | 46’                                                                    |
| 8-10-2009                                                              | Fiume                                                                  | Croazia                                                                | 3 – 2                                                                  | Qatar                                                                  | Amichevole                                                             | -                                                                      | 46’                                                                    |
| 3-3-2010                                                               | Bruxelles                                                              | Belgio                                                                 | 0 – 1                                                                  | Croazia                                                                | Amichevole                                                             | -                                                                      | 57’                                                                    |
| 11-8-2010                                                              | Bratislava                                                             | Slovacchia                                                             | 1 – 1                                                                  | Croazia                                                                | Amichevole                                                             | -                                                                      | 46’                                                                    |
| 3-9-2010                                                               | Riga                                                                   | Lettonia                                                               | 0 – 3                                                                  | Croazia                                                                | Qual. Euro 2012                                                        | 1                                                                      |                                                                        |
| 7-9-2010                                                               | Zagabria                                                               | Croazia                                                                | 0 – 0                                                                  | Grecia                                                                 | Qual. Euro 2012                                                        | -                                                                      | 73’                                                                    |
| 9-10-2010                                                              | Tel Aviv                                                               | Israele                                                                | 1 – 2                                                                  | Croazia                                                                | Qual. Euro 2012                                                        | -                                                                      | 72’                                                                    |
| 10-8-2011                                                              | Dublino                                                                | Irlanda                                                                | 0 – 0                                                                  | Croazia                                                                | Amichevole                                                             | -                                                                      | 46’                                                                    |
| 11-11-2011                                                             | Istanbul                                                               | Turchia                                                                | 0 – 3                                                                  | Croazia                                                                | Qual. Euro 2012                                                        | 1                                                                      | 69’ 85’                                                                |
| 15-11-2011                                                             | Zagabria                                                               | Croazia                                                                | 0 – 0                                                                  | Turchia                                                                | Qual. Euro 2012                                                        | -                                                                      | 61’                                                                    |
| 29-2-2012                                                              | Zagabria                                                               | Croazia                                                                | 1 – 3                                                                  | Svezia                                                                 | Amichevole                                                             | -                                                                      | 46’                                                                    |
| 2-6-2012                                                               | Oslo                                                                   | Norvegia                                                               | 1 – 1                                                                  | Croazia                                                                | Amichevole                                                             | -                                                                      | 46’ 71’                                                                |
| 15-8-2012                                                              | Spalato                                                                | Croazia                                                                | 2 – 4                                                                  | Svizzera                                                               | Amichevole                                                             | -                                                                      | 46’                                                                    |
| 11-9-2012                                                              | Bruxelles                                                              | Belgio                                                                 | 1 – 1                                                                  | Croazia                                                                | Qual. Mondiali 2014                                                    | -                                                                      | 59’                                                                    |
| 6-2-2013                                                               | Londra                                                                 | Corea del Sud                                                          | 0 – 4                                                                  | Croazia                                                                | Amichevole                                                             | -                                                                      | 46’                                                                    |
| 22-3-2013                                                              | Zagabria                                                               | Croazia                                                                | 2 – 0                                                                  | Serbia                                                                 | Qual. Mondiali 2014                                                    | 1                                                                      | 83’                                                                    |
| 26-3-2013                                                              | Swansea                                                                | Galles                                                                 | 1 – 2                                                                  | Croazia                                                                | Qual. Mondiali 2014                                                    | -                                                                      | 73’                                                                    |
| 7-6-2013                                                               | Zagabria                                                               | Croazia                                                                | 0 – 1                                                                  | Scozia                                                                 | Qual. Mondiali 2014                                                    | -                                                                      |                                                                        |
| 10-6-2013                                                              | Ginevra                                                                | Croazia                                                                | 0 – 1                                                                  | Portogallo                                                             | Amichevole                                                             | -                                                                      | 67’                                                                    |
| 14-8-2013                                                              | Vaduz                                                                  | Liechtenstein                                                          | 2 – 3                                                                  | Croazia                                                                | Amichevole                                                             | -                                                                      | 63’                                                                    |
| 6-9-2013                                                               | Belgrado                                                               | Serbia                                                                 | 1 – 1                                                                  | Croazia                                                                | Qual. Mondiali 2014                                                    | -                                                                      | 57’                                                                    |
| 15-11-2013                                                             | Reykjavík                                                              | Islanda                                                                | 0 – 0                                                                  | Croazia                                                                | Qual. Mondiali 2014                                                    | -                                                                      | 46’                                                                    |
| 19-11-2013                                                             | Zagabria                                                               | Croazia                                                                | 2 – 0                                                                  | Islanda                                                                | Qual. Mondiali 2014                                                    | -                                                                      | 7’ 81’                                                                 |
| 5-3-2014                                                               | San Gallo                                                              | Svizzera                                                               | 2 – 2                                                                  | Croazia                                                                | Amichevole                                                             | 2                                                                      | 86’                                                                    |
| 31-5-2014                                                              | Osijek                                                                 | Croazia                                                                | 2 – 1                                                                  | Mali                                                                   | Amichevole                                                             | -                                                                      | 73’                                                                    |
| 7-6-2014                                                               | Salvador                                                               | Croazia                                                                | 1 – 0                                                                  | Australia                                                              | Amichevole                                                             | -                                                                      | 77’                                                                    |
| 12-6-2014                                                              | San Paolo                                                              | Brasile                                                                | 3 – 1                                                                  | Croazia                                                                | Mondiali 2014 - 1º turno                                               | -                                                                      |                                                                        |
| 18-6-2014                                                              | Manaus                                                                 | Camerun                                                                | 0 – 4                                                                  | Croazia                                                                | Mondiali 2014 - 1º turno                                               | 1                                                                      | 68’                                                                    |
| 23-6-2014                                                              | Recife                                                                 | Croazia                                                                | 1 – 3                                                                  | Messico                                                                | Mondiali 2014 - 1º turno                                               | -                                                                      | 70’                                                                    |
| 4-9-2014                                                               | Pola                                                                   | Croazia                                                                | 2 – 0                                                                  | Cipro                                                                  | Amichevole                                                             | -                                                                      | 69’                                                                    |
| 9-9-2014                                                               | Zagabria                                                               | Croazia                                                                | 2 – 0                                                                  | Malta                                                                  | Qual. Euro 2016                                                        | -                                                                      | 79’                                                                    |
| 10-10-2014                                                             | Sofia                                                                  | Bulgaria                                                               | 0 – 1                                                                  | Croazia                                                                | Qual. Euro 2016                                                        | -                                                                      | 84’                                                                    |
| 13-10-2014                                                             | Osijek                                                                 | Croazia                                                                | 6 – 0                                                                  | Azerbaigian                                                            | Qual. Euro 2016                                                        | -                                                                      | 76’                                                                    |
| 16-11-2014                                                             | Milano                                                                 | Italia                                                                 | 1 – 1                                                                  | Croazia                                                                | Qual. Euro 2016                                                        | -                                                                      | 69’                                                                    |
| 28-3-2015                                                              | Zagabria                                                               | Croazia                                                                | 5 – 1                                                                  | Norvegia                                                               | Qual. Euro 2016                                                        | 1                                                                      | 70’                                                                    |
| 12-6-2015                                                              | Spalato                                                                | Croazia                                                                | 1 – 1                                                                  | Italia                                                                 | Qual. Euro 2016                                                        | -                                                                      | 43’ 46’                                                                |
| 6-9-2015                                                               | Oslo                                                                   | Norvegia                                                               | 2 – 0                                                                  | Croazia                                                                | Qual. Euro 2016                                                        | -                                                                      | 63’ 71’                                                                |
| 13-10-2015                                                             | Ta' Qali                                                               | Malta                                                                  | 0 – 1                                                                  | Croazia                                                                | Qual. Euro 2016                                                        | -                                                                      | 83’                                                                    |
| Totale                                                                 |                                                                        | Presenze (9º posto)                                                    | 104                                                                    |                                                                        | Reti (8º posto)                                                        | 20                                                                     |                                                                        |

| Cronologia completa delle presenze e delle reti in nazionale ― Croazia under 21 | Cronologia completa delle presenze e delle reti in nazionale ― Croazia under 21 | Cronologia completa delle presenze e delle reti in nazionale ― Croazia under 21 | Cronologia completa delle presenze e delle reti in nazionale ― Croazia under 21 | Cronologia completa delle presenze e delle reti in nazionale ― Croazia under 21 | Cronologia completa delle presenze e delle reti in nazionale ― Croazia under 21 | Cronologia completa delle presenze e delle reti in nazionale ― Croazia under 21 | Cronologia completa delle presenze e delle reti in nazionale ― Croazia under 21 |
| Data                                                                            | Città                                                                           | In casa                                                                         | Risultato                                                                       | Ospiti                                                                          | Competizione                                                                    | Reti                                                                            | Note                                                                            |
| ------------------------------------------------------------------------------- | ------------------------------------------------------------------------------- | ------------------------------------------------------------------------------- | ------------------------------------------------------------------------------- | ------------------------------------------------------------------------------- | ------------------------------------------------------------------------------- | ------------------------------------------------------------------------------- | ------------------------------------------------------------------------------- |
| 10-10-2000                                                                      | Koprivnica                                                                      | Croazia under 21                                                                | 3 – 1                                                                           | Scozia under 21                                                                 | Qual. Europeo Under-21 2002                                                     | 1                                                                               | 79’ 81’                                                                         |
| 23-3-2001                                                                       | Vinkovci                                                                        | Croazia under 21                                                                | 2 – 1                                                                           | Lettonia under 21                                                               | Qual. Europeo Under-21 2002                                                     | 1                                                                               | 78’                                                                             |
| 24-4-2001                                                                       | Čakovec                                                                         | Croazia under 21                                                                | 2 – 2                                                                           | Grecia under 21                                                                 | Amichevole                                                                      | -                                                                               | 64’                                                                             |
| 5-6-2001                                                                        | Riga                                                                            | Lettonia under 21                                                               | 1 – 1                                                                           | Croazia under 21                                                                | Qual. Europeo Under-21 2002                                                     | -                                                                               | 50’                                                                             |
| 10-11-2001                                                                      | Spalato                                                                         | Croazia under 21                                                                | 1 – 1                                                                           | Rep. Ceca under 21                                                              | Qual. Europeo Under-21 2002                                                     | -                                                                               | 87’                                                                             |
| 13-11-2001                                                                      | Teplice                                                                         | Rep. Ceca under 21                                                              | 0 – 0                                                                           | Croazia under 21                                                                | Qual. Europeo Under-21 2002                                                     | -                                                                               |                                                                                 |
| Totale                                                                          |                                                                                 | Presenze                                                                        | 6                                                                               |                                                                                 | Reti                                                                            | 2                                                                               |                                                                                 |

### Statistiche da allenatore
Statistiche aggiornate al 18 novembre 2023.
| Stagione        | Squadra         | Campionato      | Campionato | Campionato | Campionato | Campionato | Coppe nazionali | Coppe nazionali | Coppe nazionali | Coppe nazionali | Coppe nazionali | Coppe continentali | Coppe continentali | Coppe continentali | Coppe continentali | Coppe continentali | Altre coppe | Altre coppe | Altre coppe | Altre coppe | Altre coppe | Totale | Totale | Totale | Totale | Vittorie % | Piazzamento |
| Stagione        | Squadra         | Comp            | G          | V          | N          | P          | Comp            | G               | V               | N               | P               | Comp               | G                  | V                  | N                  | P                  | Comp        | G           | V           | N           | P           | G      | V      | N      | P      | %          | Piazzamento |
| --------------- | --------------- | --------------- | ---------- | ---------- | ---------- | ---------- | --------------- | --------------- | --------------- | --------------- | --------------- | ------------------ | ------------------ | ------------------ | ------------------ | ------------------ | ----------- | ----------- | ----------- | ----------- | ----------- | ------ | ------ | ------ | ------ | ---------- | ----------- |
| apr.-mag. 2021  | CSKA Mosca      | PL              | 7          | 3          | 1          | 3          | KR              | 2               | 1               | 0               | 1               | -                  | -                  | -                  | -                  | -                  | -           | -           | -           | -           | -           | 9      | 4      | 1      | 4      | 44,44      | Sub., 6°    |
| Totale carriera | Totale carriera | Totale carriera | 7          | 3          | 1          | 3          |                 | 2               | 1               | 0               | 1               |                    | -                  | -                  | -                  | -                  |             | -           | -           | -           | -           | 9      | 4      | 1      | 4      | 44,44      |             |

## Palmarès

### Giocatore

#### Club

##### Competizioni nazionali
- Campionato croato: 1

Dinamo Zagabria: 2002-2003
- Campionato russo: 3

CSKA Mosca: 2003, 2005, 2006
- Supercoppa di Russia: 2

CSKA Mosca: 2004, 2006
- Coppa di Russia: 2

CSKA Mosca: 2004-2005, 2005-2006
- Campionato tedesco: 1

Bayern Monaco: 2009-2010
- Coppa di Germania: 1

Bayern Monaco: 2009-2010
- Supercoppa di Germania: 1

Bayern Monaco: 2010

##### Competizioni internazionali
- Coppa UEFA: 1

CSKA Mosca: 2004-2005
- Coppa Intertoto UEFA: 1

Amburgo: 2007

#### Individuale
- Capocannoniere del campionato croato: 2

2001-2002 (21 gol), 2002-2003 (16 gol)
- Miglior calciatore del campionato croato: 2

NK Zagabria: 2002
Dinamo Zagabria: 2003
- Calciatore croato dell'anno: 2

2009, 2010